# Бейкишиев, Назим Зограб оглы
Бейкишиев Назим Зограб оглы (род. 29 июня 1948, Баку) — Народный художник Азербайджанской Республики (2006), художник театра и кино.

## Жизнь и деятельность
Назим Бейкишиев работал в Бакинской государственной картинной галерее после окончания живописного факультета Художественного училища им. Азима Азимзаде.
В 1970—1975 годах поступил на факультет театрального искусства Государственного института театрального искусства в Москве и учился в классе Народного артиста СССР Сергея Образцова. После окончания этого учебного заведения работал художником-постановщиком в «Кукольном театре» и «Русском драматическом театре» в городе Орджоникидзе. Позже работал художником-постановщиком и главным художником в Сумгаитском государственном музыкально-драматическом театре имени Г. Араблинского, Азербайджанском государственном академическом музыкальном театре и Азербайджанском театре юного зрителя.
С 2001 года главный художник Азербайджанского государственного академического национального драматического театра. Здесь он играет и придаёт художественное оформление таким постановкам, как «Дьявол и бедствие» Гусейна Джавида, «Грех» Р.Ализаде, «Министр Ленкоранского хана» Мирзы Фатали Ахундова, «Летнюю игру в снежки» Вагифа Самедоглу, «Гамлета» В. Шекспира, «Убийцу» Эльчина, «Пока арба не перевернулась» О. Иоселиани.

## Нарады
- Государственная премия Азербайджанской ССР 1984 год
- Почетное звание Заслуженный художник Азербайджана 30 мая 2002 года[3]
- Почетное звание Народный художник Азербайджана 29 декабря 2006 года[4]
- Персональная пенсия Президента Азербайджанской Республики 5 мая 2009 года[5]

## Фильмография
- Доброе утро мой ангел! (фильм 2008 года)